# Раковський (Добрицька область)
Рако́вський (болг. Раковски) — село в Добрицькій області Болгарії. Входить до складу общини Каварна.

## Населення
За даними перепису населення 2011 року у селі проживали 224 особи, з них 150 осіб (96,8%) — болгари.
Розподіл населення за віком у 2011 році:
Динаміка населення: